# 다카야마촌 (군마현)
다카야마촌(일본어: 高山村)은 일본 군마현 아가쓰마군의 동쪽 끝에 있는 촌이다. 거의 사방이 산에 둘러싸여 있어 풍경이 아름답고 별이 빛나는 밤하늘을 볼 수 있는 산촌이다.

## 역사
- 1889년 - 정촌제 시행과 함께 니시군마군에 다카야마촌이 탄생하였다.
- 1896년 - 다카야마촌이 니시군마군에서 아가쓰마군에 편입되어 현재에 이른다.

## 인구
| 연도 | 인구  | ±%     |
| ---- | ----- | ------ |
| 1920 | 3,286 | —      |
| 1930 | 3,688 | +12.2% |
| 1940 | 4,025 | +9.1%  |
| 1950 | 4,965 | +23.4% |
| 1960 | 4,813 | −3.1%  |
| 1970 | 4,161 | −13.5% |
| 1980 | 4,788 | +15.1% |
| 1990 | 4,087 | −14.6% |
| 2000 | 4,348 | +6.4%  |
| 2010 | 3,905 | −10.2% |

## 교통

### 도로
- 국도 145호선